# Ibrahim Hashem
Ibrahim Hashem (en arabe: إبراهيم هاشم) est un homme politique jordanien né en 1886 à Naplouse et mort assassiné le 14 juillet 1958 à Bagdad. Il a été premier ministre de Transjordanie puis de Jordanie à cinq reprises dont une fois par intérim.

## Biographie
Ibrahim Hashem est né en 1886 dans la ville de Naplouse qui se situait à l'époque dans l'Empire ottoman.
Il commence sa carrière politique en 1920 en étant procureur général du royaume arabe de Syrie. 
En 1933, il est pour la première fois nommé premier ministre de l'Émirat de Transjordanie. Son premier mandat se termine en 1948 après presque 5 ans au pouvoir.
Il enchaine les mandats en tant que premier ministre de la Jordanie. Son dernier mandat se termine le 18 mai 1958.
Deux mois plus tard, le 14 juillet 1958, Ibrahim Hashem meurt assassiné à Bagdad durant le coup d'état qui met fin à la monarchie irakienne.